# Византийский музей (Керкира)
Византийский музей Антивуниотисса (греч. Βυζαντινό Μουσείο Αντιβουνιώτισσας) — музей поствизантийского искусства в городе Керкире в Греции.
Музей расположен в бывшей церкви Богоматери Антивуниотисса, построенной в конце XV века. Здание церкви находилось в частной собственности ряда греческих семей Корфу и в 1979 году было пожертвовано государству вместе с богатой коллекцией поствизантийских икон и церковной утвари специально для учреждения здесь музея. В 1984 году, после необходимой реставрации, церковь-музей была открыта для посетителей.
В коллекции музея представлено значительное собрание византийских и поствизантийских икон, как неизвестных, так и знаменитых художников с XV—XIX веков. Значительную ценность представляют иконы работы Эммануэля Ломбардоса, а также шедевры Михаила Дамаскина, Эммануила Цанеса и Михаила Аврамиса. Одним из важнейших экспонатов считается алтарная ткань, которую привез из России и передал в дар храму Никифор Феотоки. В Византийском музее можно увидеть настенные фрески (XI—XVIII вв.), собранные из разных храмов острова Корфу. Также в музее хранятся семейные реликвии основателей церкви, скульптуры раннехристианского периода, старинные Евангелия, рукописи, одежда священнослужителей и др.
В июне 1994 года, после второго этапа реставрационных работ, церковь-музей обрела былое величие и была вновь открыта для посетителей (дополнительные работы проводились также в 1999—2000 гг.).